# Mirafra cheniana
Mirafra cheniana là một loài chim trong họ Alaudidae.